# Sophie Martin (biologiste)
Pour les articles homonymes, voir Sophie Martin (homonymie) et Martin.
Sophie Martin, née le 19 octobre 1975, est une biologiste suisse, spécialiste de la polarité cellulaire et lauréate de la médaille d'or de l'organisation européenne de biologie moléculaire. 

## Biographie
Étudiante à l’université de Lausanne, elle y obtient un diplôme de biologiste en 1998 pour un travail, effectué dans le laboratoire de Susan Gasser à l'Institut suisse de recherche expérimentale sur le cancer, sur l'organisation de la chromatine. Elle soutient à l’Université de Cambridge une thèse sur le développement de l’ovocyte de la mouche vers un nouvel organisme sous la direction de Daniel St Johnston en 2003. Elle part ensuite à l’Université Columbia, à New York, ses travaux de la recherche portant sur l’organisation des cellules de la levure fissipare.
En 2007, elle revient comme professeure boursière au centre intégratif de génomique de l'université de Lausanne et dirige un laboratoire spécialisé dans l'organisation spatiale des cellules. Ses recherches portent sur la division des cellules à l'aide d'un modèle sur la levure fissipare et notamment à quel moment elles choisissent de se diviser,.
Depuis 2010, elle est professeur associé au département de microbiologie fondamentale de la même université.
Après avoir assuré la vice-présidence depuis 2013 de la commission pour la promotion académique des femmes de la faculté de biologie et médecine de cette université, elle en prend la présidence en septembre 2015.
En 2016, elle découvre qu'un de ses anciens collègues de l'Université de Lausanne a  falsifié des données pour pouvoir les publier et en informe le  Journal of Cell Biology qui  retire l'article.

## Prix et distinctions
- 2012: jeune femme biologiste de l'année décernée par l'American Society of Cell Biology[9],[5]
- 2014: prix Friedrich Miescher de la Société suisse de biosciences moléculaires et cellulaires[10]
- 2014: médaille d'or de l'Organisation européenne de biologie moléculaire pour ses travaux sur Pom1, une protéine kinase intervenant dans la régulation des levures à fission[2].